# Гасюнас, Наталья Антоновна
Наталья Антоновна Гасюнас (род. 21 апреля 1957, Житомир) — советская и украинская шахматистка, мастер спорта СССР по шахматам (1981). В составе команды Украинской ССР бронзовый призёр Всесоюзной шахматной олимпиады (1972).

## Биография
Воспитанница тренера М. Э. Тросмана. В 1972 году в Чернигове стала чемпионкой СССР по шахматам среди девушек. В 1981 году победила в чемпионате Украинской ССР по шахматам среди женщин. В том же году в Таллине вместе с В. Козловской поделила первое место в личном первенстве ВЦСПС по шахматам среди женщин. За эти достижения получила звание мастера спорта СССР по шахматам. Призёром личного первенства ВЦСПС по шахматам среди женщин становилась ещё дважды: в 1985 году поделила второе — третье место, а в 1986 году была второй. В 1972 году представляла команду Украинской ССР в первенстве СССР между командами союзных республик по шахматам, где завоевала третье место в командном зачете. В 1976 году представляла команду «Авангард» в розыгрыше командного Кубка СССР по шахматам.
Окончила физико-математический факультет Одесского государственного университета имени И. И. Мечникова (ныне Одесский национальный университет имени И. И. Мечникова). Всю жизнь преподавала в одной из школ Одессы, была заучем. Жена международного гроссмейстера Вячеслава Эйнгорна.
| Графики недоступны из-за технических проблем. См. информацию на Фабрикаторе и на mediawiki.org. |